# 聖安東尼奧海茨
聖安東尼奧海茨是位於美國加利福尼亞州聖貝納迪諾縣的一個人口普查指定地區。

## 地理
該地的座標為34°09′20″N 117°39′23″W / 34.15556°N 117.65639°W，而該地最高點為海拔高度641米（即2103英尺）。

## 人口
根據2010年美國人口普查的數據，該地的面積為6.781平方千米，當中陸地面積為6.365平方千米，而水域面積為0.416平方千米。當地共有人口3371人，而人口密度為每平方千米497人。